# Edotia doellojuradoi
Edotia doellojuradoi is een pissebed uit de familie Idoteidae. De wetenschappelijke naam van de soort is voor het eerst geldig gepubliceerd in 1925 door Giambiagi.